# St. John's International Airport
St. John's International Airport (franska: Aéroport international Saint John's) är en flygplats i Kanada.   Den ligger i provinsen Newfoundland och Labrador, i den östra delen av landet, 1 800 km öster om huvudstaden Ottawa. St. John's International Airport ligger 140 meter över havet.
Terrängen runt St. John's International Airport är huvudsakligen platt, men söderut är den kuperad. Terrängen runt St. John's International Airport sluttar österut. Trakten är tätbefolkad. Närmaste större samhälle är St. John's, 6,2 km söder om St. John's International Airport. 